# Canudes (Casserres)
Canudes és una masia del municipi de Casserres (Berguedà) inclosa en l'Inventari del Patrimoni Arquitectònic de Catalunya.

## Descripció
Masia de planta rectangular amb coberta a dues aigües de teula àrab i el carener paral·lel a la façana principal, orientada a migdia. És una construcció senzilla, amb parament de pedra sense desbastar unida amb molt de morter i obertures amb grans llindes de pedra. El seguit d'afegits que ha tingut la masia, principalment des de finals del segle xix i XX, ha modificat sensiblement la seva estructura primitiva, amagant la façana original, molt austera i senzilla. També s'han anat construït tot un seguit de dependències per al bestiar, cobert, pallisses, etc. a redós de la masia.

Canudes
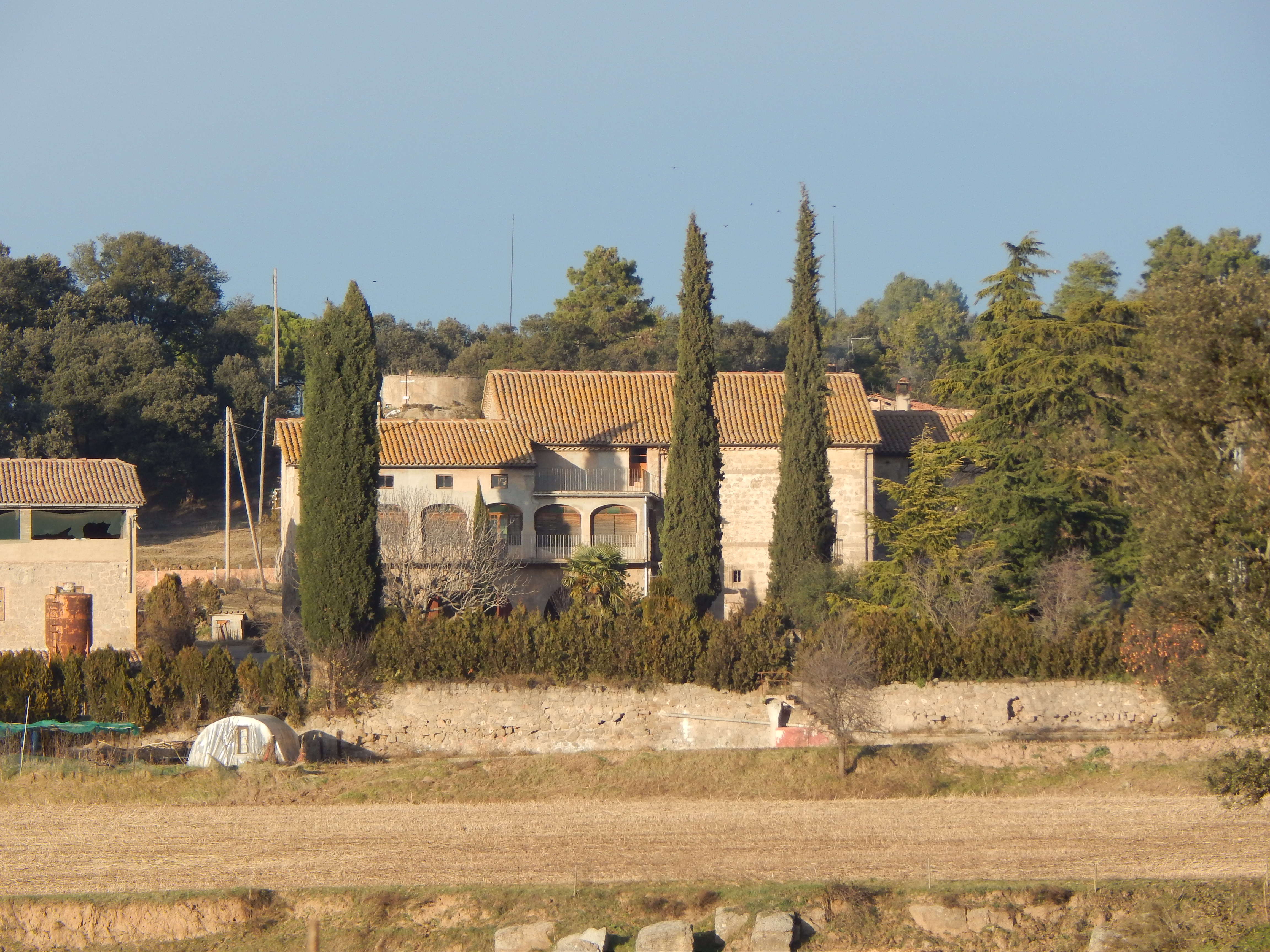
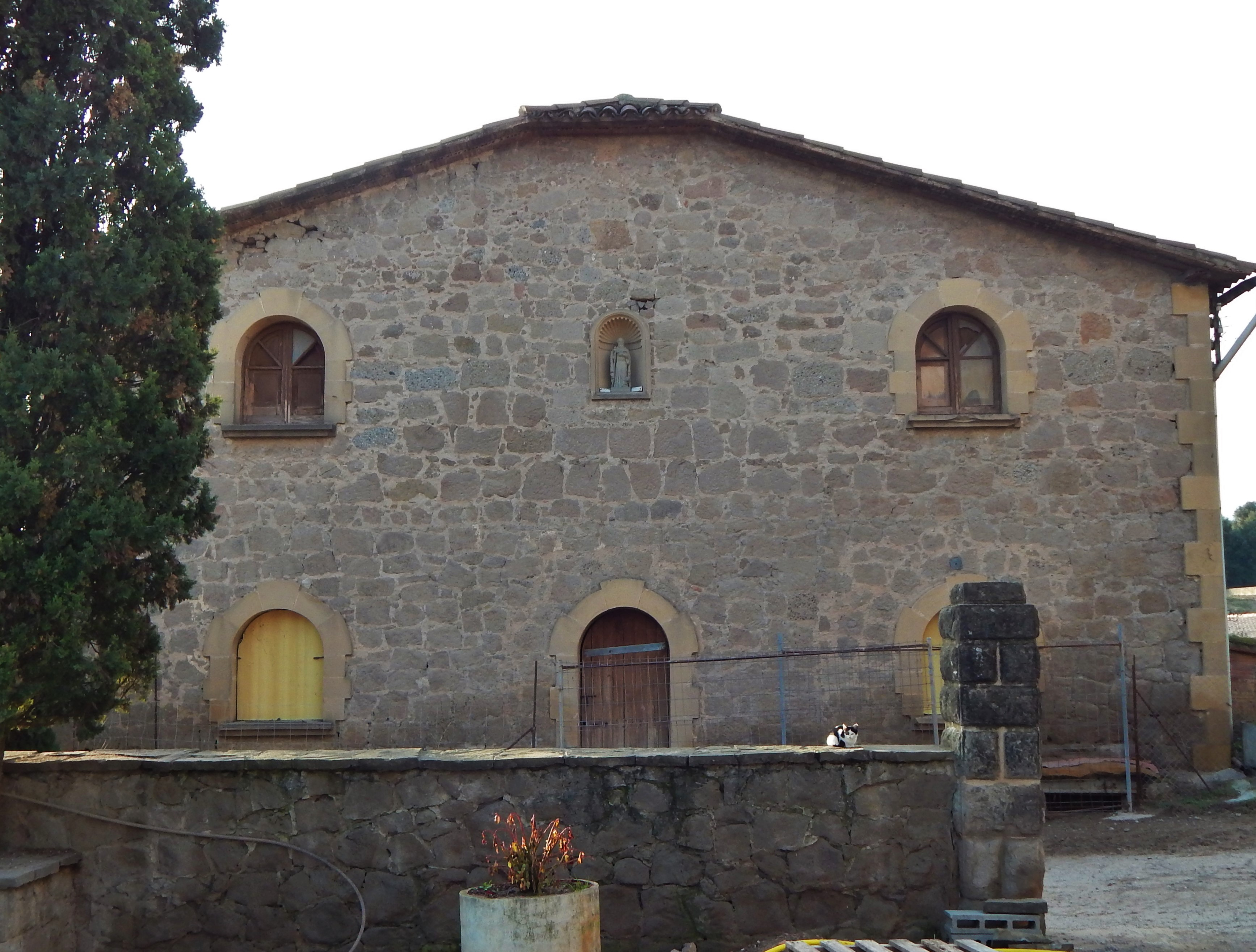

## Història
Canudes és bàsicament una masia del segle xvi modificada als segles XIX i XX. Alguns llocs com ara portes i llindes mostren diverses dates, essent la més antiga el 1568.